# Mercedes-Benz W112
Mercedes-Benz W112 är en personbil, tillverkad av den tyska biltillverkaren Mercedes-Benz mellan april 1961 och december 1967.
I slutet av 1950-talet planerade Mercedes-Benz att ersätta sitt flaggskepp 300 med den betydligt större och dyrare 600. Därmed såg man en marknad för en mindre bil till de kunder som inte var beredda att ta steget upp till 600:n. Resultatet blev en lyxversion av W111. Bilen var försedd med luftfjädring, automatlåda och skivbromsar runt om. Motorn hämtades från 300:n, men blocket var nu gjutet i lättmetall för att reducera den ansenliga vikten. Inredningen var betydligt mer påkostad än i W111 och karossen hade mycket extra kromutsmyckning. Från och med mars 1963 fanns även en förlängd version för den som hade råd att hålla sig med chaufför.
När produktionen upphörde i augusti 1965 hade Mercedes byggt 5 202 SE och 1 546 SE lang.

## Coupé/Cabriolet
Även W112 tillverkades i tvådörrarsversion, mellan februari 1962 och december 1967.
Produktionen uppgick till 3 127 exemplar.
Versioner:
| Modell | Årsmodell | Motor                    | Cylindervolym | Effekt | Bränslesystem            |
| ------ | --------- | ------------------------ | ------------- | ------ | ------------------------ |
| 300 SE | 1961-63   | M189: 6-cyl radmotor ohc | 2996 cm³      | 160 hk | Bosch bränsleinsprutning |
| 300 SE | 1964-67   | M189: 6-cyl radmotor ohc | 2996 cm³      | 170 hk | Bosch bränsleinsprutning |